# Рибаки (Дмитровський міський округ)
Рибаки́ (рос. Рыбаки) — присілок у складі Дмитровського міського округу Московської області, Росія.

## Населення
Населення — 443 особи (2010; 624 у 2002).
Національний склад (станом на 2002 рік):
- росіяни — 86 %